# Бунзенова горелка
Бунзеновата горелка, наречена така в чест на Роберт Бунзен, е основна част на лабораторно оборудване. Тя произвежда отделен открит газов пламък, който се използва за отопление, стерилизация и горене.
Газът може да бъде природен (който е основно метан) или втечнен въглероден газ, като например пропан, бутан или смес от двете.

## История
През 1852 г. Хайделбергският университет наема Бунзен и обещава да му даде нов лабораторен корпус. Град Хайделберг пристъпва към инсталиране на газово улично осветление и затова университетът изгражда газопроводи в новата лаборатория.
Дизайнерските съоръжения са предназначени за използване на газа не само за осветление, но и в горелки за лабораторни работи. За всяка горелка е желателно да се увеличи температурата и това да доведе до намаляване на яркостта. Въпреки това, съществуващите лабораторни горелки лампи оставят много да се желае не само в условията на висока температура на пламъка, но също така и по отношение на икономиката и простота.[ неясно? ]